# Eulithis musauaria
Eulithis musauaria là một loài bướm đêm trong họ Geometridae.